# Francis Marion Crawford
Francis Marion Crawford   (Bagni di Lucca, 2 d'agost de 1854 - Campània, 9 d'abril de 1909) fou un escriptor estatunidenc conegut per les seves nombroses novel·les, especialment les ambientades a Itàlia, i per les seves històries clàssiques estranyes i fantàstiques.
Era l'únic fill de l'escultor nord-americà Thomas Crawford i de Louisa Cutler Ward. La seva germana era l'escriptora Mary Crawford Fraser (també coneguda com Mrs. Hugh Fraser), i era nebot de Julia Ward Howe, la poetessa nord-americana. Després de la mort del seu pare el 1857, la seva mare es va tornar a casar amb Luther Terry, amb qui va tenir la germanastra de Crawford, Margaret Ward Terry, que més tard es va convertir en l'esposa de Winthrop Astor Chanler.
S'educà a Alemanya, Anglaterra i Estats Units, i en acabar els estudis féu un viatge a l'Índia, i en la ciutat d'Prayagraj (Uttar Pradesh) fundà el diari The Indian Herald (1879/80). Retornà a Europa i fixà la seva residència a Sorrento ciutat propera a Nàpols, i llavors es convertí a la fe catòlica.
Va escriure algunes obres històriques com Ave Roma Immortalis (1898), història descriptiva de Roma, inspirada en el més alt sentiment poètic de la idealitat llatina, Sicily, Calabria and Malta (1904) i Venetian Gleanings (1905), però la seva reputació literària rau sobre tot en les novel·les, de les quals els títols principals son:
- Mr. Isaacs (1882);
- Dr. Claudins (1883);
- A Roman Singer (1884);
- Zoroaster (1885);
- A Tale of s Lonely Parish (1886);
- Saracinesca (1887);
- Paul Patoff (1887);
- Greifenstein (1889);
- Sant Ilario (1889);
- A Cigarette Maker's Romance (1890);
- The Witch of Praga (1891);
- Don Orsino (1892);
- Pietro Ghisleri (1893);
- Tha Ralstons (1894);
- Casa Braccio (1895);
- Corleone (1897);
- Via Crucis (1899);
- In the Palace of the King (1900);
- Marietta, a Maid of Venice (1901);
- The Heart of Rome (1903);
- Whosoever Shall Offend (1904);
- Soprano (1905);
- Salve Venetia (1906).

A més se li deuen el drama, Francesca de Rimini i la novela sobre el compositor Alessandro Stradella. L'Acadèmia Francesa li concedí el premi Monbrun amb medalla d'or.

## Mort
Crawford va morir a Sorrento el Divendres Sant de 1909 a Villa Crawford d'un atac de cor. Va ser el resultat d'una greu lesió pulmonar de deu anys abans, causada per la inhalació de gasos tòxics en una fàbrica de fosa de vidre a Colorado, que va passar durant la seva gira de conferències als Estats Units a l'hivern de 1897-1898. Estava recollint informació tècnica per a la seva novel·la històrica Marietta (1901), que descriu la fabricació de vidre a la Venècia sots-medieval. Després de la seva mort, la seva vídua va demandar per incompliment de contracte relacionat amb la producció de les novel·les de Crawford en una pel·lícula.